# José Hiraís Acosta Beltrán
José Hiraís Acosta Beltrán (Pezmatlán, Calnali, Hidalgo, 22 de septiembre de 1966) es un obispo católico mexicano que fue designado por el papa Francisco como VIII obispo de la diócesis de Huejutla el 28 de enero de 2016 habiendo servido previamente en esta diócesis como sacerdote desde su ordenación en 1993. Recibió su ordenación episcopal en marzo de 2016 de manos del entonces nuncio apostólico en México Christophe Pierre.